# 巴黎二十区
巴黎二十区是法国首都巴黎市的20个区之一。该区位于塞纳河右岸，面积5.98km²。它拥有世界主义的梅尼蒙当（Ménilmontant）和美丽都（Belleville）区，自19世纪中叶以来迎接了连续不断的移民浪潮。現今的美丽都拥有巴黎第二大唐人街。
二十区以拉雪兹神父公墓而闻名于世，那里埋葬有肖邦和罗西尼等作曲家，王尔德和普鲁斯特等作家，毕加索、雅克-路易·大卫等画家，以及歌手吉姆·莫里森。
二十区的人口峰值出现在1936年，当时有208,115人，今天人口和商业仍然非常密集，1999年有182,952名居民和54,786个工作岗位。

## 名胜
- 美丽都公园
- 拉雪兹神父公墓

48°51′54.22″N 2°23′56.58″E / 48.8650611°N 2.3990500°E